# Al-Infitar
Al-Infitar “O Fendimento” (do árabe: سورة الانفطار) é a octagéssima segunda sura do Alcorão e tem 19 ayats.